# Ушаков, Александр Миронович
Алекса́ндр Миро́нович Ушако́в (14 апреля 1930, Смоленск, Западная область, РСФСР, СССР — 17 октября 2018, Москва, Россия) — советский и российский литературовед, специалист по творчеству Владимира Маяковского. Ведущий научный сотрудник Института мировой литературы имени А. М. Горького РАН.

## Биография
Александр Ушаков родился в семье военного в Смоленске 14 апреля 1930 года — в день самоубийства Владимира Маяковского. Не успев зарегистрировать сына, родители переехали на новое место назначения отца в Брянскую область, где дата рождения Александра Ушакова была ошибочно зарегистрирована как 17 апреля — день похорон Маяковского. Эти два случайных совпадения определили судьбу Ушакова как литературоведа и специализацию как маяковеда.
В 1956 году защитил диссертацию на соискание учёной степени кандидата филологических наук на тему «Принципы типизации сатирической поэзии В. В. Маяковского 20-х годов».
Ведущий научный сотрудник Института мировой литературы имени А. М. Горького Российской академии наук (ИМЛИ РАН). Руководитель группы по изучению творчества Владимира Маяковского.

## Избранные труды
Составитель, редактор, автор вступительной статьи
- Маяковский и современность: [Сборник статей] / Составитель А. М. Ушаков. — М., 1977. — 350 с. — 50 000 экз.
- Пицкель Ф. Н. Маяковский: художественное постижение мира: Эпос. Лирика. Творческое своеобразие. Эволюция метода и стиля / Редактор А. М. Ушаков. — М.: Наука, 1979. — 407 с. — 15 700 экз.
- Маяковский В. В. Избранные сочинения: В 2-х томах / Вступительная статья, составление и примечания А. Ушакова. — М.: Художественная литература, 1981.
- Маяковский и современность / Редактор А. М. Ушаков. — М.: Наука, 1985. — 192 с. — 9000 экз.
- Творчество Маяковского в начале XXI века: Новые задачи и пути исследования / Редкол. А. П. Зименков, В. Н. Терёхина, А. М. Ушаков (отв. ред.), А. И. Чагин. — М.: ИМЛИ РАН, 2008. — 800 с. — ISBN 978-5-9208-0294-1.

Интервью
- Чернышёва В. Ответ антишолоховедению // Независимая газета. — 2006. — 30 ноября.
- Кувалдин С. Александр Ушаков: На уровне Маяковского современная поэзия, к сожалению, не существует // Русский мир. — 2009. — 20 июля.
- Хренова Д. «Стою, огнём обвит» // Культура.рф. — 2013. Архивировано 8 февраля 2015 года.
- Дардыкина Н. Профессор Александр Ушаков: «Маяковский относился к рукописям небрежно, иногда вбивал чёрт знает какие слова» // Московский комсомолец. — 2015. — 28 февраля (№ 26752).